# ریک و مورتی (فصل ۷)
فصل هفتم سریال تلویزیونی انیمیشن بزرگسالان آمریکایی ریک و مورتی در ۱۵ اکتبر ۲۰۲۳ به نمایش درآمد، تعداد قسمت‌های آن ۱۰ تا اعلام گشت.
این فصل قبل از پایان پخش فصل چهارم سریال، در ماه می ۲۰۲۰، سفارش داده شده‌بود. این اولین فصلی است که جاستین رویلند پس از اخراج از این فرنچایز در ژانویه ۲۰۲۳ به جای شخصیت‌ها صحبت نمی‌کند، اگرچه او هنوز به عنوان یکی از خالقان و تهیه‌کننده اجرایی شناخته می‌شود. ایان کاردونی و هری بلدن به جای او استخدام شدند.

## بازیگران و شخصیت‌ها

### اصلی
- کریس پارنل در نقش:
  - جری اسمیت، پدر مورتی و سامر، شوهر بث‌ها و داماد ریک.
  - مجری جان، گوینده خبری که همراه با مجری همکارش شاندا از رئیس‌جمهور انتقاد می‌کند.
- اسپنسر گرامر در نقش سامر اسمیت، خواهر بزرگتر مورتی و نوه ریک.
- سارا چالک در نقش بث اسمیت، مادر مورتی و سامر و دختر ریک.[۲][۳]
- ایان کاردونی در نقش ریک سانچز، یکی از دو شخصیت اصلی سریال و پدربزرگ مورتی. ریک اغلب مست نشان داده می‌شود در حالی که در حال تعقیب ریک پرایم است، نسخه ای از خود از یک جهان موازی که همسر و دخترش را کشته‌است.
- هری بلدن در نقش مورتی اسمیت، یکی از دو شخصیت اصلی سریال و نوه ریک. مورتی اغلب عصبی و از خود نامطمئن نشان داده می‌شود و اغلب در مورد ماجراجویی‌های عجیب و غریب ریک تردید دارد.

### بازگشت کارکتورهای قدیمی
- تام کنی در نقش:
  - جین گیلیگان، همسایه خانواده اسمیت.
  - اسکوانچی یکی از قدیمی‌ترین دوستان ریک.
  - گول کارنا، یک محقق خصوصی یاوتجا ("Predator PI") از فرنچایز پریدیتور که وین او را استخدام کرد تا همسر سابقش امی را دنبال کند، فقط برای اینکه او در عوض با او قرار بگذارد.
  - آقای استابی، یک مجری

## تولید

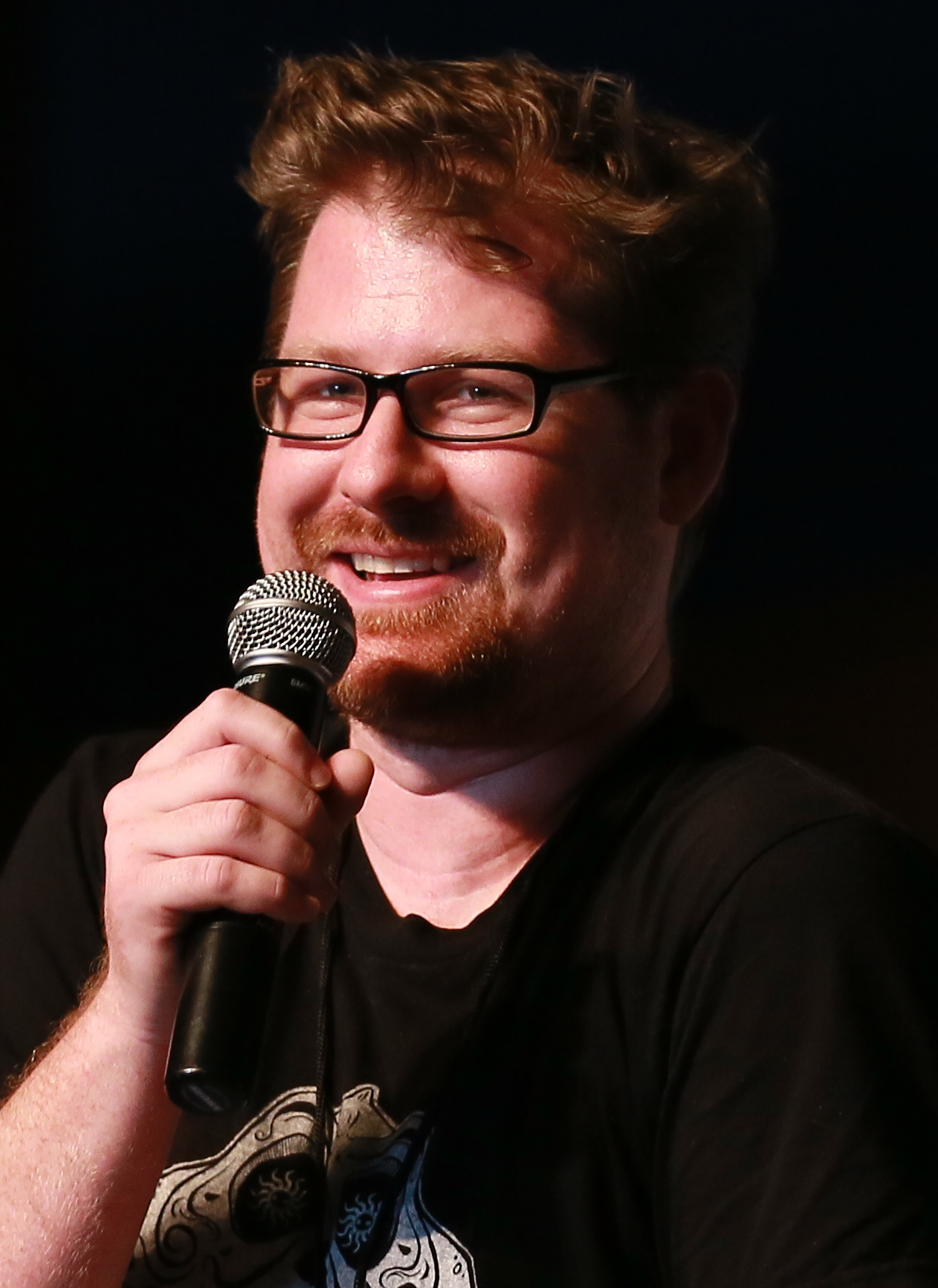
جاستین رویلند در سال 2017

### توسعه
این فصل بخشی از قرارداد بلندمدت بین خالقان سریال جاستین رویلند و دان هارمون و ادالت سویم است که تأیید می‌کند ۷۰ قسمت جدید در مدت زمان مشخصی از فصل منتشر خواهد شد. ۳۰ قسمت از آن به عنوان بخشی از فصل چهارم، فصل پنجم و فصل شش پخش شد و چهل قسمت باقی مانده‌است.

### بازیگران
پس از اتهامات مربوط به آزار خانگی، که متعاقباً به دلیل کمبود شواهد کنار گذاشته شد، جاستین رویلند از فصل هفتم سریال حذف شد. ادالت سویم دو استعداد جدید را برای شخصیت‌های اصلی سریال استخدام کرد، صدابازیگران ناشناخته، ایان کاردونی و هری بلدن در اولین قسمت فصل معرفی شدند. کاردونی ابتدا به دلیل داشتن حالات مشابه ریک انتخاب شد، چنان‌که ماردر در توصیف آن گفت انتخاب صدابازیگر برای این نقش دشوار بود زیرا «همه شبیه مرد ماچو رندی ساویج یا شبیه پسر عموی او بودند. هیچ‌کس دقیقاً شبیه ریک نبود.» بلدن خیلی دیرتر «پس از اتمام هر گزینه ممکن» انتخاب شد.

## انتشار
فصل هفتم در ۱۵ اکتبر ۲۰۲۳ برای اولین بار پخش گردید. عناوین قسمت‌های فصل ۷ از طریق رسانه‌های اجتماعی در ۳۱ اوت ۲۰۲۳ منتشر شد.

## بازخورد
در بازخورد کلی راتن تومیتوز، فصل ۷ بر اساس ۱۱ بررسی، با میانگین امتیاز ۶٫۳۰/۱۰، امتیاز ۷۳ درصدی دارد. اجماع منتقدان چنین می‌گوید: «ریک و مورتی که صدابازیگران خود را که مشابه نسخه اصلی اما در واقع غیراورژینال است، از نو انتخاب می‌کند، در الگویی گیر می‌کند، با این وجود هنوز اختراعات سرگرم‌کننده زیادی را به همراه دارد». در متاکریتیک، این فصل دارای امتیاز ۷۳، از شش بررسی است که نشان‌دهنده «بررسی‌های عموماً مطلوب» می‌باشد.